# Monte San Giovanni Campano
Monte San Giovanni Campano és un comune (municipi) de la província de Frosinone, a la regió italiana del Laci, situat a uns 90 km al sud-est de Roma i a uns 14 km a l'est de Frosinone. Es troba a la Vall Llatina.
Monte San Giovanni Campano limita amb els municipis d'Arce, Arpino, Boville Ernica, Castelliri, Fontana Liri, Sora, Strangolagalli i Veroli.
A 1 de gener de 2019 tenia 12.596 habitants.